# ادوارد لواسا
ادوارد لواسا (انگلیسی: Edward Lowassa; ۲۶ اوت ۱۹۵۳ – ۱۰ فوریهٔ ۲۰۲۴) سیاست‌مدار اهل تانزانیا بود که حد فاصل سال‌های ۲۰۰۵ تا ۲۰۰۸ به عنوان نخست‌وزیر تانزانیا فعالیت می‌کرد. وی اولین نخست‌وزیری بود که در تاریخ تانزانیا به علت رسوایی مالی توسط رئیس‌جمهور جاکایا کی‌کوته از کار برکنار شد.
ادوارد لواسا در ۱۰ فوریه ۲۰۲۴، بعد از یک دوره طولانی بیماری در سن ۷۰ سالگی درگذشت.